# Addio Deponia
Addio Deponia (Goodbye Deponia) è videogioco in stile avventura punta e clicca sviluppato e pubblicato da Daedalic Entertainment il 15 ottobre 2013. Rappresenta il terzo capitolo della serie Deponia.

## Trama
In rotta verso la stazione di ascensione superiore tramite la nave di Bozo, Rufus e Gal rimangono bloccati su un incrociatore Organon alle loro spalle. Mentre cerca di salvare Gal, Rufus incontra Barry, il suo più grande fan, che lo vuole vedere in azione. Rufus libera l'amica, riuscendo a distruggere l'incrociatore di Bozo.
Rufus, Gal, Doc e Bozo sono costretti a proseguire a piedi verso la stazione di Porta Fisco e decidono di passare la notte in un hotel. Qui, Doc e Bozo hanno allestito un laboratorio in modo da poter finalmente unire le tre personalità di Gal. Doc e Bozo ingannano Rufus dicendogli che deve cercare un oggetto importante, che in realtà credono che non esista.
Nel frattempo, Argus invia Cletus e Opperbot in missione per trovare Gal, dopo essersi accorto di aver catturato Donna al posto suo. Una volta in possesso dell'oggetto, Rufus ritorna in laboratorio ma sembra che l'operazione sia già terminata con successo, quindi lascia il laboratorio e incontra Argus che è appena arrivato con Donna. Dopo aver giocato a nascondino, Rufus, travestendosi da Cletus, riesce a ingannare Argus, anche per via della grande somiglianza fisica fra i due. A sua volta, Gal si maschera e si finge Donna. Il tutto convince Argus a guidarli fino all'ultimo incrociatore Organon situato a Porta Fisco.
A bordo dell'incrociatore, Rufus si toglie il travestimento prima di essere avvistato delle telecamere presenti nella stanza, ma Gal viene invece scoperta e interrogata da Argus, il quale rivela il suo piano per conquistare Elysium e vuole Gal stessa al suo fianco. Interviene Rufus, al comando di un enorme robot di tortura a insaputa di Argus, ma, con grande sorpresa dei protagonisti, questi si toglie l'elmo, rivelando la sua enorme somiglianza con Rufus. Questi, nel tentativo di salvare Gal, preme alcuni tasti a caso, e finisce per infliggerle un colpo fatale. Morente, Gal ammette il suo amore per Rufus. Irritato, Argus getta il robot fuori dall'incrociatore, rimanendo ignaro però che vi è Rufus al suo interno.
Rufus finisce in una stanza simile a quella di un tutorial presente in molti altri videogiochi, e a causa del ripetuto processo di essere ucciso dal frantoio e di tornare nella stanza, decide, dopo un'iniziale irritazione, di investigare, per poi scoprire che la stanza è in realtà una struttura di clonazione. Attraversatala, incontra un uomo somigliante la Morte; il suo nome è Hermes, e questi ammette di essere il responsabile della situazione in cui si trova, e che, ora che scoperto Utopia, ha avuto l'idea di volare fino ad Elysium. Questi inoltre spiega che è sempre stato lui ad ideare la distruzione di Deponia per alimentare Elysium, sfruttando il fatto che la gente avesse dimenticato che vi fossero ancora dei residenti nella città, e ha dunque creato una serie di cloni in scala per svolgere il lavoro per il suo tornaconto personale. Gli stessi Rufus, Cletus e Argus non sono altro che gli ultimi prototipi di questa produzione di massa di cloni. Furioso per la scoperta Rufus comincia a danneggiare l'intero edificio, costringendo Hermes a suicidarsi, in preda alla depressione.
Improvvisamente cade dal cielo il corpo di una giovane donna senza vita: Rufus riconosce Gal e tenta di riportarla in vita. Pur volendo chiedere ad Hermes se esiste un modo per clonarla, vede quest'ultimo si è appena tolto la vita e quindi è costretto a clonare lo stesso Hermes. Una volta riuscito nel suo intento, anche Gal viene clonata con successo, ma questa torna ad essere una bambina e cade nelle fogne. Pertanto, Rufus si vede costretto a risolvere tre missioni contemporaneamente: salvare la piccola Gal, prevenire l'invasione dell'Organon su Elysium e impedire che Deponia venga fatta saltare in aria, e per riuscirvi decide di clonarsi due volte, ottenendo come risultato finale tre Rufus.
Il primo si reca a bordo dell'ultimo incrociatore dell'Organon, mentre gli altri due finiscono al quartier generale della Resistenza, dove apprendono che il Capitano Seagull, ancora vivo e loro nuovo leader, ha intenzione di fare fuoco ad Elysium mediante un cannone, impedendo che Deponia venga distrutta. Uno dei due Rufus riesce a convincerlo a tenere il sangue freddo fino a quando non sarà riuscito a far diventare Gal nuovamente adulta, e il capitano alla fine si rivela consenziente a patto che questi riesca nella sua missione. La piccola Gal viene infine ritrovata e riportata alla sua età originale, ma si scopre poi che in realtà era un clone di Donna; furioso, Seagull intende distruggere ugualmente Elysium, e punta la pistola in testa a Rufus pretendendo delle scuse; alla fine, fa fuoco a uno dei due, lasciandolo apparentemente illeso, e i due cloni finiscono nel nucleo del cannone.
Nel frattempo, il terzo Rufus, nell'incrociatore, lavora per Cletus e scopre che Gal sta per essere buttata giù dalla nave. Mentre quest'ultima viene spinta giù da Opperbot, il terzo Rufus chiama al telefono uno degli altri due al quartier generale per avvisarli di aver rovinato tutto. La situazione si fa sempre più critica, il clone vicino a Rufus muore per la ferita subita precedentemente e alla base fa la sua apparizione Gal, che spiega che l'altro clone è riuscito a salvarla, sacrificandosi al posto suo. Alla fine, il Rufus originale, escogita un piano per salvare tutti i membri dello staff presenti e portarli così ad Elysium tramite l'utilizzo di un razzo.

## Doppiaggio
| Personaggio            | Doppiatore italiano    |
| ---------------------- | ---------------------- |
| Rufus                  | Alessandro Lussiana    |
| Gal                    | Alice Bongiorni        |
| Tony                   | Alice Bongiorni        |
| Donna                  | Alice Bongiorni        |
| Cletus                 | Gabriele Marchingiglio |
| Argus                  | Gabriele Marchingiglio |
| Receptionist           | Gabriele Marchingiglio |
| Moe                    | Gabriele Marchingiglio |
| Bozo                   | Renzo Ferrini          |
| Doc                    | Aldo Stella            |
| Signora Mook           | Aldo Stella            |
| Sergente Lotti         | Aldo Stella            |
| Mostro #1              | Aldo Stella            |
| Barry                  | Federico Viola         |
| Oppenbot               | Riccardo Rovatti       |
| Indovino               | Riccardo Rovatti       |
| Fattorino              | Riccardo Rovatti       |
| Ulysses                | Riccardo Rovatti       |
| Fantasma               | Dimitri Winter         |
| Leabold                | Dimitri Winter         |
| Hermes                 | Domenico Brioschi      |
| Signor Mook            | Domenico Brioschi      |
| Nonno Bozo             | Domenico Brioschi      |
| Mamma Bozo             | Elisabetta Cesone      |
| Strega delle bottiglie | Elisabetta Cesone      |
| Bozo Junior            | n/a                    |
| Postino                | Francesco Mei          |
| Psicologo              | Francesco Mei          |
| Cowboy Dodo            | Francesco Mei          |
| Goon                   | Francesco Mei          |
| Scimmia                | Francesco Mei          |
| Donna dei burrito      | Cinzia Massironi       |
| Sergente Bambi         | Cinzia Massironi       |
| Gritchen               | Cinzia Massironi       |
| June                   | Cinzia Massironi       |
| Rusty                  | Luca Sandri            |
| Janosch                | Luca Sandri            |
| Fruttivendolo          | Luca Sandri            |
| Hansel                 | n/a                    |
| Mostro #2              | Dario D'Erasmo         |
| Buttafuori             | Gabriele Marella       |
| Maniaco                | Andrea Pannocchia      |
| Suonatore d'organetto  | Federico Maggiore      |
| Barista                | Oliviero Corbetta      |
| Idraulico              | Oliviero Corbetta      |
| Seagull                | Oliviero Corbetta      |
| Cantastorie            | Davide dell'Orto       |

## Accoglienza
| Testata                          | Giudizio |
| -------------------------------- | -------- |
| GameRankings (media al 6-7-2024) | 74.24%   |
| Metacritic (media al 6-7-2024)   | 80/100   |
| Adventure Gamers                 | 4/5      |

La rivista tedesca  Golem.de  ha dichiarato Addio Deponia come un successo commerciale. Il gioco ha debuttato al primo posto nelle classifiche di vendita settimanali per giochi per computer Media Control Charts e ha venduto 10 000 unità nella sua prima settimana d'uscita in Germania, Svizzera e Austria. La metà di queste vendite proviene da negozi online come Steam. Carsten Fichtelmann di Daedalic Entertainment affermò che quei numeri erano "un record per noi", rivelandosi la prima volta in quindici anni in cui un gioco d'avventura abbia raggiunto il primo posto nelle classifiche settimanali del mercato tedesco. Tuttavia lo stesso criticò i rivenditori brick and mortar per aver "guidato i clienti verso gli acquisti digitali, o società di vendite per corrispondenza come Amazon". Secondo Daedalic Addio Deponia ha avuto molte vendite nella prima settimana di pubblicazione.
Addio Deponia è stato ben accolto dalla critica. A partire da ottobre 2015, detiene un punteggio di 80 su 100 su Metacritic in base a trentaquattro recensioni, e un punteggio di 74.24% su GameRankings basato su sedici recensioni. Adventure Gamers espresse come verdetto di Addio Deponia: "La trilogia di Deponia risulta essere molto buona come finale. Se vi piacciono i giochi comici in stile LucasArts, questa serie - specialmente l'ultimo gioco - vi fornirà ore di anticonformismo ironico".